# 黄海村
黄海村（きのみむら）は、昭和30年（1955年）まで岩手県東磐井郡にあった村。現在の一関市藤沢町黄海にあたる。

## 地理
- 河川：北上川、黄海川

## 沿革
- 明治22年（1889年）4月1日 - 町村制施行にともない、旧来の黄海村単独で村制施行。
- 昭和30年（1955年）4月1日 - 藤沢町・八沢村および大津保村の一部（大籠・保呂羽）と合併し、新制の藤沢町となる。

## 行政
- 歴代村長

| 代 | 氏名         | 就任                       | 退任                       | 備考 |
| -- | ------------ | -------------------------- | -------------------------- | ---- |
| 1  | 岩淵泰介     | 明治22年（1889年）5月6日   | 明治30年（1897年）4月14日  |      |
| 2  | 千葉彦八郎   | 明治30年（1897年）4月15日  | 明治36年（1903年）12月26日 |      |
| 3  | 小野寺篤四郎 | 明治37年（1904年）5月20日  | 明治39年（1906年）11月16日 |      |
| 4  | 千葉需       | 明治40年（1907年）4月      | 明治44年（1911年）8月22日  |      |
| 5  | 伊藤長蔵     | 明治45年（1912年）1月25日  | 大正5年（1916年）4月3日    |      |
| 6  | 熊谷甚太郎   | 大正5年（1916年）4月4日    | 大正12年（1923年）8月4日   |      |
| 7  | 熊谷秀直     | 大正13年（1924年）1月30日  | 昭和3年（1928年）3月22日   |      |
| 8  | 岩淵道信     | 昭和3年（1928年）9月19日   | 昭和11年（1936年）9月18日  |      |
| 9  | 菅原春吉     | 昭和12年（1937年）3月11日  | 昭和12年（1937年）9月7日   |      |
| 10 | 岩淵道信     | 昭和12年（1937年）11月24日 | 昭和20年（1945年）11月19日 | 再任 |
| 11 | 及川寿作     | 昭和22年（1947年）4月6日   | 昭和30年（1955年）3月31日  |      |